# إرنست باير
إرنست باير (بالألمانية: Ernst Baier)‏ هو مخرج ومتزلج فني وممثل ألماني، ولد في 27 سبتمبر 1905 بتسيتاو في ألمانيا، وتوفي في 8 يوليو 2001 بغارميش-بارتنكيرشن في ألمانيا.

## وصلات خارجية
- إرنست باير على موقع اللجنة الأولمبية الدولية (الإنجليزية)
- إرنست باير على موقع أوليمبيديا (الإنجليزية)
- إرنست باير على موقع اللجنة الأولمبية الصينية (الإنجليزية)

- إرنست باير على موقع IMDb (الإنجليزية)
- إرنست باير على موقع كينوبويسك (الروسية)